# Doug Liman

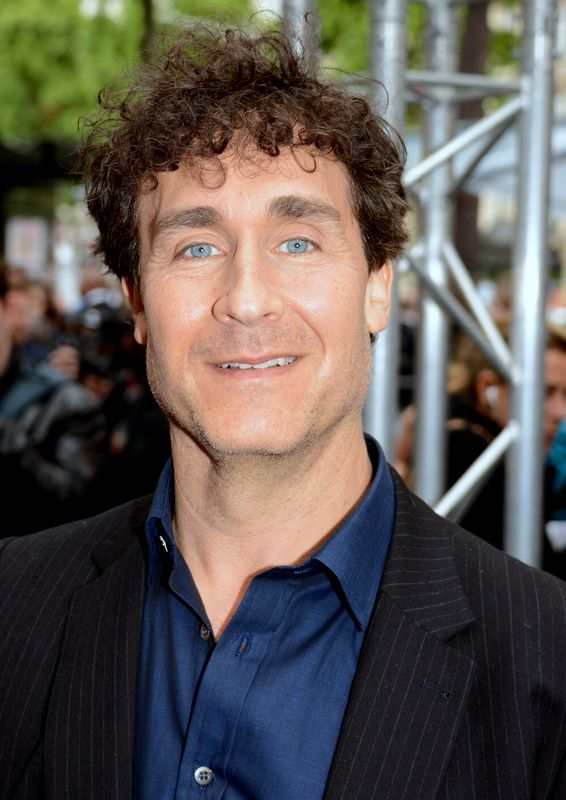
Doug Liman (2014)

Douglas Eric Liman (* 24. Juli 1965 in New York City, New York) ist ein US-amerikanischer Filmregisseur, Film- und Fernsehproduzent und Kameramann.
Als Ausführender Produzent ist Liman für Film und Fernsehen tätig. Sein Schaffen umfasst mehr als 40 Produktionen. Als Regisseur ist er nur gelegentlich an Fernproduktionen beteiligt. Die Kameraarbeit übernahm er bei drei seiner eigenen Filme.

## Leben
Als Sohn von Arthur L. Liman, einem der Ankläger in der Iran-Contra-Affäre, war Liman schon früh von Verschwörungstheorien und politischen Intrigen fasziniert. Ein Freund des Vaters begeisterte ihn für Filmkameras und er begann, selbst Kurzfilme zu drehen. Er machte 1988 seinen Abschluss an der Brown University und besuchte im Anschluss bis 1992 die USC School of Cinema-Television. Danach wurde er in Hollywood als Regisseur aktiv, seine größten Erfolge wurden der Überraschungshit Swingers und der vielgelobte Agententhriller Die Bourne Identität (2002) mit Matt Damon und Franka Potente.
Danach produzierte Liman in den Jahren 2003 und 2004 die erfolgreiche Fernsehserie O.C., California. Im Jahr 2005 drehte er den Actionfilm Mr. & Mrs. Smith. Nachdem er mit Jumper (2008) erneut bei einem Actionfilm Regie geführt hatte, folgte 2010 Fair Game – Nichts ist gefährlicher als die Wahrheit, in dem er sich der Valerie Plame-Affäre annahm. Für diesen Film erhielt Liman eine Einladung in den Wettbewerb der 63. Filmfestspiele von Cannes.
Zusammen mit Tom Cruise wurde Liman vom Unternehmen Axiom Space im Jahr 2020 für einen touristischen Flug zur Internationalen Raumstation ausgewählt, um dort einen Film zu drehen. Zunächst wurde vermutet, dass die beiden schon an Bord der Mission Ax-1 gehen werden, die für Ende 2021 angesetzt war. Im Januar 2021 wurde jedoch bekannt, dass der Raumflug von Liman und Cruise bei einer späteren Axiom Space-Mission stattfinden wird.
Sein erster Dokumentarfilm Justice über die Ermittlungen gegen Brett Kavanaugh, den späteren Richter am Obersten Gerichtshof der USA, feierte am 20. Januar 2023 beim Sundance Film Festival seine Weltpremiere.
Im Rahmen der Veröffentlichung seines Filmes Road House hatte Liman zunächst angekündigt, die Premiere beim South by Southwest Festival in Austin, Texas zu boykottieren. Grund dafür war, dass Amazon nach der Übernahme von Metro-Goldwyn-Mayer zugesagt habe, dem Film auch in Kinos zu bringen und nicht nur auf dem eigenen Prime Video Streamingdienst abrufbar zu machen, was sie nun aber nicht einhielten. Gleichzeitig wurde berichtet, dass Liman einer Streaming-Only-Veröffentlichung zugunsten eines höheren Budgets eigentlich vor Drehstart zugestimmt hatte. Am 8. März 2024 war Liman dann bei der Premiere in Austin anwesend.
Liman lebt heute in Tribeca, Manhattan. Doug Liman ist der Cousin des Regisseurs John Hamburg.

## Filmografie (Auswahl)
Als Regisseur
- 1994: Kamikaze College (Getting In)
- 1996: Swingers
- 1999: Go
- 2002: Die Bourne Identität (The Bourne Identity)
- 2003: O.C., California
- 2005: Mr. & Mrs. Smith
- 2008: Jumper
- 2010: Fair Game – Nichts ist gefährlicher als die Wahrheit (Fair Game)
- 2014: Edge of Tomorrow
- 2017: The Wall
- 2017: Barry Seal: Only in America (American Made)
- 2021: Locked Down
- 2021: Chaos Walking
- 2023: Justice (Dokumentarfilm)
- 2024: Road House
- 2024: The Instigators

Als Produzent
- 2001: See Jane Run
- 2002: Die Bourne Identität (The Bourne Identity)
- 2010: Fair Game

Als Kameramann
- 1996: Swingers
- 1999: Go
- 2010: Fair Game – Nichts ist gefährlicher als die Wahrheit (Fair Game)